# 통신병대장

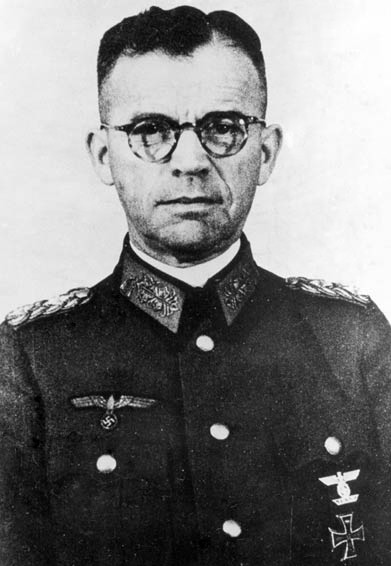
에리히 펠기벨 통신병대장.

통신병대장(독일어: General der Nachrichtentruppe)은 독일 육군의 병과대장 계급으로 타국의 3성장군과 동격이다. 1940년 국방군에 도입되었다.
오랫동안 존재했던 기병대장, 포병대장, 보병대장과 동격이다. 그 외에 국방군 시절에 도입된 병과대장 계급으로는 산악병대장, 공병대장, 강하병대장, 기갑병대장이 있다.
이 계급을 단 장성은 에리히 펠기벨(1886년-1944년)과 알베르트 프라운(1894년-1975년) 단 두 명 존재한다. 펠기벨은 1940년 8월 1일 통신병대장으로 승진하여 7월 20일 음모에 연루되어 강제예편 및 사형당했다. 프라운은 1944년 10월 1일 통신병대장으로 승진하여 1945년 5월 연합군에 포로로 잡힐 때까지 그 계급을 유지했다.